# Ron Estes
Ron Estes, né le 19 juillet 1956 à Topeka, est un homme politique américain, membre du Parti républicain et élu du Kansas à la Chambre des représentants des États-Unis depuis 2017.

## Biographie

### Famille et études
Ron Estes est originaire de Topeka, capitale du Kansas, et passe son adolescence dans le Tennessee. Il est diplômé d'un bachelor en ingénierie civile et d'un master en administration des affaires de l'université technologique du Tennessee.
Il a trois enfants avec sa femme Susan.

### Trésorier du comté de Sedgwick puis du Kansas
Ron Estes est élu trésorier du comté de Sedgwick en 2004 puis réélu en 2008,. En 2010, il est candidat au poste de trésorier du Kansas face au démocrate sortant, Dennis McKinney, nommé par la gouverneur Kathleen Sebelius l'année précédente après la démission de la républicaine Lynn Jenkins. Estes est élu avec près de 59 % des voix. Il est facilement réélu en 2014 face à la démocrate Carmen Alldritt.

### Représentant des États-Unis
En 2017, Ron Estes se présente à la succession de Mike Pompeo à la Chambre des représentants des États-Unis, lorsque celui-ci est nommé directeur de la CIA. Au premier tour de la convention républicaine, il réunit 58 voix sur 126, devançant notamment Alan Cobb, membre de l'équipe de campagne de Donald Trump, et l'ancien représentant Todd Tiahrt. Au second tour, il remporte 66 voix face à Cobb. Dans le 4e district du Kansas, où Trump a devancé Hillary Clinton de 27 points l'année précédente (60 % des voix contre 33 %), Estes est considéré comme largement favori. Cependant, un sondage ne lui donne que quelques points d'avance sur le démocrate James Thompson, qui tente de le lier au gouverneur Sam Brownback, impopulaire. Le Parti républicain investit alors dans cette circonscription pourtant réputée sûre. Le 11 avril 2017, Estes est élu représentant avec 53 % des suffrages,.
Lors des élections de 2018, il remporte la primaire républicaine avec 81 % des voix devant un autre Ron Estes, puis est réélu avec 60 % des suffrages en battant à nouveau James Thompson.